# بوسيدا نهري
بوسيدا نهري (الاسم العلمي:Bucida megapotamica) هو نوع غير مؤكد من النباتات يتبع جنس البوسيدا من الفصيلة القمبريطية.